# Mistrovství světa v boxu žen 2001
I. mistrovství světa v boxu žen proběhlo v Scrantonu, Spojené státy americké ve dnech 24. listopadu až 2. prosince 2002. Organizátorem turnaje mistrovství světa byla Association Internationale de Boxe Amateur (AIBA).

## Česká stopa
Česko nemělo na tomto mistrovství světa zastoupení.

## Výsledky
| Ženy     | Zlato                     | Stříbro                      | Bronz                           | Bronz                     |
| -------- | ------------------------- | ---------------------------- | ------------------------------- | ------------------------- |
| –45 kg   | Jelena Sabitovová (RUS)   | Marija Narožnyková (HUN)     | Kim Petursonová (CAN)           | Camelia Negreaová (ROU)   |
| –48 kg   | Hülya Şahinová (TUR)      | Mary Komová (IND)            | Jamie Behlová (CAN)             | Carina Morenová (USA)     |
| –51 kg   | Simona Galassiová (ITA)   | Tammy DeLaforestová (CAN)    | Diana Ungureanuová (ROU)        | Katrin Enokssonová (SWE)  |
| –54 kg   | Jelena Karpačovová (RUS)  | Audrey Garciaová (FRA)       | Renate Medbyová (NOR)           | Wendy Broadová (CAN)      |
| –57 kg   | Čang Mao-mao (CHN)        | Henriette Birkelandová (NOR) | Alexandra Matheusová (DEN)      | Jeannine Garsideová (CAN) |
| –60 kg   | Crystelle Samsonová (CAN) | Taťjana Čalá (RUS)           | Teuta Cuniová (SWE)             | Amber Gideonová (USA)     |
| –63,5 kg | Frida Wallbergová (SWE)   | Myriam Lamareová (FRA)       | Donna Mancusová (CAN)           | Cristina Cerpiová (ITA)   |
| –67 kg   | Irina Siněcká (RUS)       | Natalie Brownová (JAM)       | Melanie Horneová (NZL)          | Tristan Whistonová (CAN)  |
| –71 kg1  | Ivett Pruzsinszká (HUN)   | Natalija Kolpakovová (RUS)   | Irina Smirnovová (MDA)          | Nurcan Çarkçıová (TUR)    |
| –75 kg   | Anna Laurellová (SWE)     | Anita Duczaová (HUN)         | Svetlana Andrejevová (RUS)      | Kuo Šuaj (CHN)            |
| –81 kg   | Olga Domuladžanová (RUS)  | Viktória Kovácsová (HUN)     | Faye Jacobsová-Hollinsová (USA) | Tanya Fowlerová (CAN)     |
| –90 kg   | Devonne Canadyová (USA)   | Mária Kovácsová (HUN)        | Marija Reinhardová (RUS)        | Selma Yağcıová (TUR)      |

1 Ruska Natalija Kolpakovová měla být diskvalifikována za doping – schází podrobnosti... zdroje.

## Medailová bilance
V boxu se rozdělilo celkem 12 sad medailí.
| Pořadí | Stát              |       | Muži    | Muži    | Muži | Celkem  |
| Pořadí | Stát              | Zlato | Stříbro | Bronz   |      | Celkem  |
| ------ | ----------------- | ----- | ------- | ------- | ---- | ------- |
| 1.     | Rusko (RUS)       |       | 4       | 1 (2)   | 2    | 7 (8)   |
| 2.     | Švédsko (SWE)     |       | 2       | 0       | 2    | 4       |
| 3.     | Maďarsko (HUN)    |       | 1       | 4       | 0    | 5       |
| 4.     | Kanada (CAN)      |       | 1       | 1       | 7    | 9       |
| 5.     | USA (USA)         |       | 1       | 0       | 3    | 4       |
| 6.     | Turecko (TUR)     |       | 1       | 0       | 2    | 3       |
| 7.     | Čína (CHN)        |       | 1       | 0       | 1    | 2       |
| 7.     | Itálie (ITA)      |       | 1       | 0       | 1    | 2       |
| 9.     | Francie (FRA)     |       | 0       | 2       | 0    | 2       |
| 10.    | Norsko (NOR)      |       | 0       | 1       | 1    | 2       |
| 11.    | Indie (IND)       |       | 0       | 1       | 0    | 1       |
| 11.    | Jamajka (JAM)     |       | 0       | 1       | 0    | 1       |
| 13.    | Rumunsko (ROU)    |       | 0       | 0       | 2    | 2       |
| 14.    | Dánsko (DEN)      |       | 0       | 0       | 1    | 1       |
| 14.    | Moldavsko (MDA)   |       | 0       | 0       | 1    | 1       |
| 14.    | Nový Zéland (NZL) |       | 0       | 0       | 1    | 1       |
| Celkem | Celkem            |       | 12      | 11 (12) | 24   | 47 (48) |